# JWH-366
JWH-366，化学名N-正戊基-5-(3-吡啶基)-3-(1-萘甲酰基)吡咯，分子式C
25H
24N
2O，属于萘甲酰基吡咯类JWH系列大麻素，是大麻素受体CB1和CB2的激动剂。